# Antoni Łotuszka
Antoni Ludwik Łotuszka (ur. 6 stycznia 1900 w Przeworsku, zm. w kwietniu 1940 w Katyniu) – kapitan artylerii Wojska Polskiego, ofiara zbrodni katyńskiej.

## Życiorys
Antoni Ludwik Łotuszka urodził się 6 stycznia 1900 roku w Przeworsku, w rodzinie Tytusa i Ludwiki z Darowskich. 14 stycznia 1900 został ochrzczony w kościele farnym pw. Ducha Świętego w rodzinnym mieście.
Od 1911 roku uczęszczał do Gimnazjum Państwowego w Dębicy, które ukończył zdaniem egzaminu dojrzałości w 1919 roku. Jako uczeń należał do działającego przy szkole Związku Harcerstwa Polskiego. W latach 1919–1921 był studentem Wydziału Prawa Uniwersytetu Jagiellońskiego.
Antoni Łotuszka należał do Milicji Ludowej. Zajmował się zapewnieniem ochrony ludności i rozbrajaniem żołnierzy wojsk zaborców.
14 lipca 1920 roku rozpoczął pełnienie czynnej służby wojskowej w pułku artylerii ciężkiej w Rzeszowie. Skierowany do walki z bolszewikami, przebywał na froncie do 3 listopada 1920 roku. Będąc studentem prawa został bezterminowo zdemobilizowany. 12 stycznia 1921 roku powrócił do służby w wojsku. W marcu 1921 roku rozpoczął naukę w Szkole Podchorążych Artylerii w Poznaniu.
Porucznik ze starszeństwem z dniem 1 stycznia 1924 roku. W 1925 roku uczestniczył w Toruniu, w kursie na oficera wywiadowczego artylerii. 18 grudnia 1926 roku został wykładowcą w Szkole Podoficerskiej na stanowisku młodszego oficera. 17 maja 1927 roku został młodszym oficerem 7 baterii, dowodził nią przez 4 tygodnie. 21 października 1927 roku objął funkcję oficera ewidencji personalnej. W 1932 roku pełnił służbę w 1 dywizjonie artylerii konnej w Warszawie.
W kampanii wrześniowej 1939 roku walczył jako dowódca 4 baterii 32 pułku artylerii lekkiej. Po 17 września 1939 dostał się do sowieckiego obozu w Kozielsku. Został zamordowany w kwietniu 1940 w Katyniu.

### Życie prywatne
W 1925 zawarł związek małżeński z Heleną Wilhelminą Kowalewską. 24 grudnia 1931 przyszła na świat jedyna córka Anna Krystyna. Posługiwał się oprócz polskiego językami: ukraińskim i niemieckim.

## Awanse
- podchorąży – grudzień 1921
- podporucznik – kwiecień 1922
- porucznik – 9 maja 1924 roku ze starszeństwem z dniem 1 stycznia 1924 roku i 43. lokatą w korpusie oficerów artylerii
- kapitan – 18 marca 1936 roku ze starszeństwem z dniem 1 stycznia 1936 roku i 52. lokatą w korpusie oficerów artylerii
- major – pośmiertnie 16 kwietnia 2010 z dniem 5 października 2007 roku

## Ordery i odznaczenia
- Srebrny Krzyż Zasługi (19 marca 1937)[2]
- Medal Pamiątkowy za Wojnę 1918–1921
- Krzyż Kampanii Wrześniowej (pośmiertnie, 1 stycznia 1986)
- Medal Dziesięciolecia Odzyskanej Niepodległości
- Krzyż Obrony Lwowa

## Upamiętnienie
5 października 2007 roku Minister Obrony Narodowej Aleksander Szczygło mianował go pośmiertnie do stopnia kapitana (sic!). „Awans” został ogłoszony 9 listopada 2007 roku, w Warszawie, w trakcie uroczystości „Katyń Pamiętamy – Uczcijmy Pamięć Bohaterów”.
16 kwietnia 2010 roku Minister Obrony Narodowej Bogdan Klich zmienił decyzję z 5 października 2007 roku i przeniósł Antoniego Łotuszka do grupy kapitanów mianowanych na stopnień majora.
21 maja 2010 roku w ramach akcji „Katyń... Ocalić od zapomnienia” w Przeworsku na terenie Gimnazjum nr 1 im. Kardynała Stefana Wyszyńskiego dokonano uroczystego posadzenia Dębu Pamięci i odsłonięcia obelisku poświęconego pamięci Antoniego Łotuszki.